# ويلهلم جورج بيرغر
ويلهلم جورج بيرغر (بالرومانية: Wilhelm Georg Berger)‏ هو موزع وملحن روماني، ولد في 4 ديسمبر 1929 في Rupea ‏ في رومانيا، وتوفي في 8 مارس 1993 في بوخارست في رومانيا.

## وصلات خارجية
- ويلهلم جورج بيرغر على موقع ميوزك برينز (الإنجليزية)
- ويلهلم جورج بيرغر على موقع ديسكوغز (الإنجليزية)